# Hybovalgus kamiyai
Hybovalgus kamiyai är en skalbaggsart som beskrevs av K. Sawada 1941. Hybovalgus kamiyai ingår i släktet Hybovalgus och familjen Cetoniidae. Inga underarter finns listade i Catalogue of Life.